# دو جستار کوتاه اخلاقی-دینی

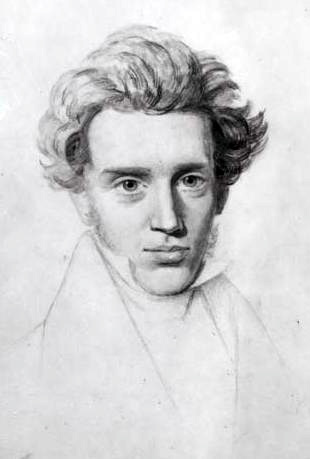
طراحی ناتمام سورن کی‌یرکگور توسط نیلز کریستین کی‌یرکگور، ۱۸۴۰

دو جستار کوتاه اخلاقی-دینی (انگلیسی: Two Minor Ethical-Religious Essays، با عنوان دانمارکی: Tvende ethisk-religieuse Smaa-Afhandlinger) اثری از فیلسوف دانمارکی سورن کی‌یرکگور با نام مستعار اچ‌اچ است که در سال ۱۸۴۷ نوشته شده و در ۱۸۴۹ منتشر شده است کی‌یرکگور کتابی با عنوان چرخه‌ای از جستارهای اخلاقی- دینی نوشت، اما تصمیم گرفت این دو مقاله را به‌عنوان یک اثر جداگانه منتشر کند و بقیه را منتشر نکند. اثر منتشرنشده در نهایت تبدیل به کتاب درباره آدلر شد. این اثر با تألیف دوگانه همراه با اثر امضاشده او تدوین گفتمان‌ها در معانی گوناگون است که در سال ۱۸۴۷ تکمیل شد.

## نام مستعار
کی‌یرکگور که به استفاده مکرر از نام مستعار معروف بود، فقط آثار دینی را به نام خود منتشر می‌کرد، اما آثار فلسفی خود را با نام مستعار منتشر می‌کرد. هر نامی شخصیت متفاوتی را پرورش می‌دهد که منعکس‌کننده معنای کلی اثر است. اچ‌اچ اولین نام مستعار دینی از دو نام مستعار بود که اولین آنها Anti-آنتی-کلیماکوس، نویسنده بیماری منتهی به مرگ و تمرین در مسیحیت بود. درحالی‌که هر دو دینی هستند، اچ‌اچ کمتر از آنتی-کلیماکوس از نظر فکری و فلسفی درگیر است. اچ‌اچ نیز علی‌رغم اعتبار در نوشتن، یک بازنمایی ایدئال از مسیحیت نیست.

## مقاله اول
عنوان اولین مقاله آیا یک مرد حق دارد به خاطر حقیقت خود را به قتل برساند؟ است. این مقاله ایده و عملکرد شهادت در مسیحیت و این‌که آیا شهید حق دارد در راه حقیقت بمیرد یا خیر را تشریح می‌کند. بحث در این مقاله هم با رابطه کی‌یرکگور با رگینه اولسن و هم با تصویر مسیحی از مصلوب شدن عیسی برابری می‌کند.
نتیجه‌گیری مقاله این است که انسان‌ها نباید در راه حقیقت بمیرند، بلکه باید عاشقانه نگران دیگران باشند. کی‌یرکگور بعدتر در مقاله خود بی‌طرفی مسلحانه که به نام خودش امضا شده است، دوباره به این مسئله می‌پردازد.

## مقاله دوم
عنوان مقاله دوم تفاوت میان یک نابغه و یک رسول است. این اثر بر موضوع کسانی که با «مطلق» (یعنی خدا) مرتبط هستند و کسانی که ذاتاً باهوش یا با استعداد هستند، تمرکز دارد. اگرچه هر دو نوع انسان شبیه هم هستند، رسول با اقتدار صحبت می‌کند، درحالی‌که نابغه این‌طور نیست. کی‌یرکگور کسی که پولس رسول را نابغه خطاب کند را بی‌فکر می‌دانست، زیرا او را کسی می‌دانست که با اقتدار صحبت می‌کرد.
یک نابغه و یک رسول از نظر کیفی متفاوت هستند... نابغه متولد می‌شود. رسول زاده نمی‌شود: رسول مردی است که از جانب خدا خوانده و منصوب شده و مأموریت به‌عهده دارد. اقتدار کیفیت تعیین‌کننده است.